# Rano (Nigeria)
Rano est une zone de gouvernement local et un émirat de l'État de Kano au Nigeria,.

## Liste des émirs de Rano
Dynasties Kwararrafawa
- Ranau (vers 523)

Dynasties Habe
- Zamna Kogo (1001-1074)
- Sarkuki (1074-1165)
- Bushara (1165-1262)
- Zamna Kogi (1262-1345)
- Kasko (1345-1448)
- Bilkasim (1448-1503)
- Nuhu (1503-1551)
- Ali Hayaki (1551-1703)
- Jatau (1703-1819)

Dynasties Fulani
- Dikko (1819-1820)
- Isyaku (1820-1835)
- Umaru (1835-1857)
- Alu (1857-1865)
- Jibir (1865-1886)
- Muhammadu (1886-1894)
- Yusufu (1894-1903)
- Ila (1903-1913)
- Habuba (1913-1920)
- Isa (1920-1924)
- Yusufu (1924-1933)
- Adamu (1933-1938)
- Amadu (1938)
- Abubakar (1938-1983)
- Muhammadu (1983-1985)
- Isa (1985-2004)
- Ila (2004-2020)
- Kabiru (depuis 2020)

## Source
- (en) Cet article est partiellement ou en totalité issu de l’article de Wikipédia en anglais intitulé « Rano » (voir la liste des auteurs).